# 斯蒂芬妮·施奈德
斯蒂芬妮·施奈德（德語：Stephanie Schneider，1990年9月25日—），德国女子雪车运动员。她曾代表德国参加国际雪车联合会世界锦标赛，获得一枚金牌、三枚银牌和二枚铜牌。她也曾参加2014年和2018年冬季奥运会。